# Jacques-Charles Oudry
Jacques-Charles Oudry, né en 1720 à Paris et mort à Lausanne en 1778, est le fils de Jean-Baptiste Oudry, peintre célèbre pour ses scènes de chasse, dont certaines servirent de carton pour la réalisation de tapisseries tissées à la Manufacture de Beauvais.

## Biographie
Fils de Marie-Marguerite Oudry, il fut l'unique élève de son père, dont il suit le genre, imite la manière et les sujets qui lui avaient valu sa notoriété, il peint fréquemment des scènes de chasses de grandes dimensions.
Il est reçu à l'Académie royale de peinture le 31 décembre 1748, sur un tableau de Nature morte de Gibier. Il a figuré aux salons de 1748, 1750, 1751, 1757 et 1761.
Après avoir voyagé durant plusieurs années, il réside longtemps à la cour de Bruxelles, où il devient premier peintre du prince Charles, mais finit par mourir à Lausanne, en septembre 1778.

## Œuvre
- Chien barbet surprenant un cygne, 1740, 73 × 91 cm, Ambassade de Suède, Paris
- Portrait de l'épagneul King Charles, 1752, 55 × 46 cm, Collection privée, Vente Sotheby's 2011[2]
- Nature morte au gibier, 1762, huile sur toile, 142 × 98 cm, Paris, musée du Louvre[3]
- Canard colvert accroché à un mur, 1764, huile sur toile, 65 × 55 cm, musée de Grenoble[4]
- Faisan accroché à un mur, 1764, huile sur toile, 65 × 55 cm, musée de Grenoble[5]
- Hyène attaquée par trois chiens, 1765, huile sur toile, 144 × 189 cm, Collection privée[6]
- Chien barbet attaquant un cygne, 1768, huile sur toile, 120 × 160 cm, Collection privée, Vente Sotheby's 2010[1]
- Épagneul à l'arrêt devant deux perdreaux gris, 1768, huile sur toile, Collection privée, Vente Sotheby's[1]
- Chien et gibier, 1771, huile sur toile, 96 × 80 cm, musée des beaux-arts de Dijon[7]
- Lièvre mort, 1768, huile, musée national de Varsovie[8]
- Oiseaux morts, 1768, huile sur toile montée sur bois, 38 × 26 cm, musée national de Varsovie[9]

Dates non documentées
- Nature morte au quartier de viande et au pain de sucre, huile sur toile, 165 × 122 cm, Musée des beaux-arts et d'archéologie de Besançon[10]
- Chien qui attrape un canard, huile sur toile, 58 × 93 cm, Collection privée, Vente Hargesheimer 2011[11]
- Chiens dans un paysage avec leur prise, huile sur toile, 132 × 196 cm, Collection privée, Vente Sotheby's 2015[12]

"
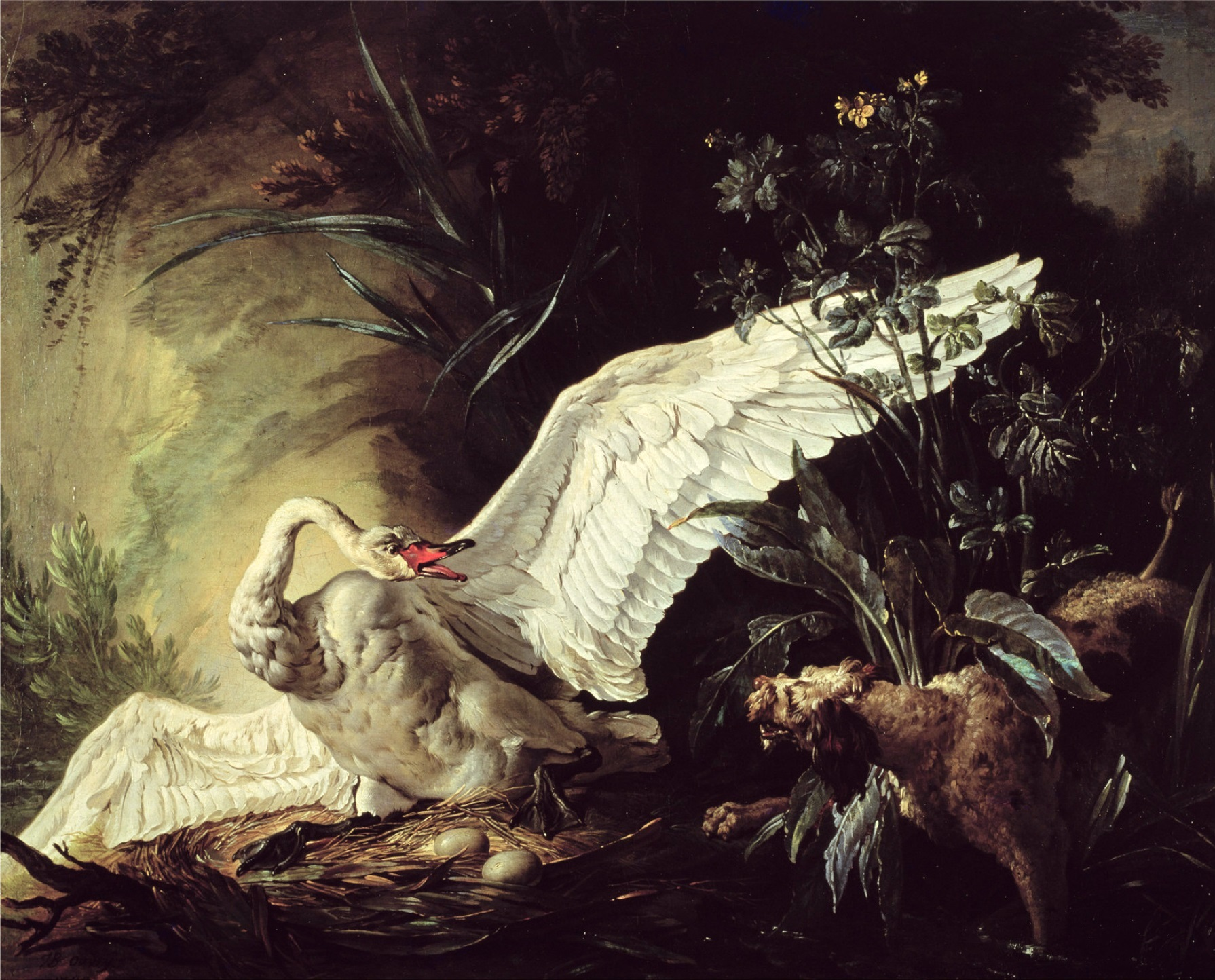
Chien barbet surprenant un cygne 1740 Ambassade de Suède, Paris
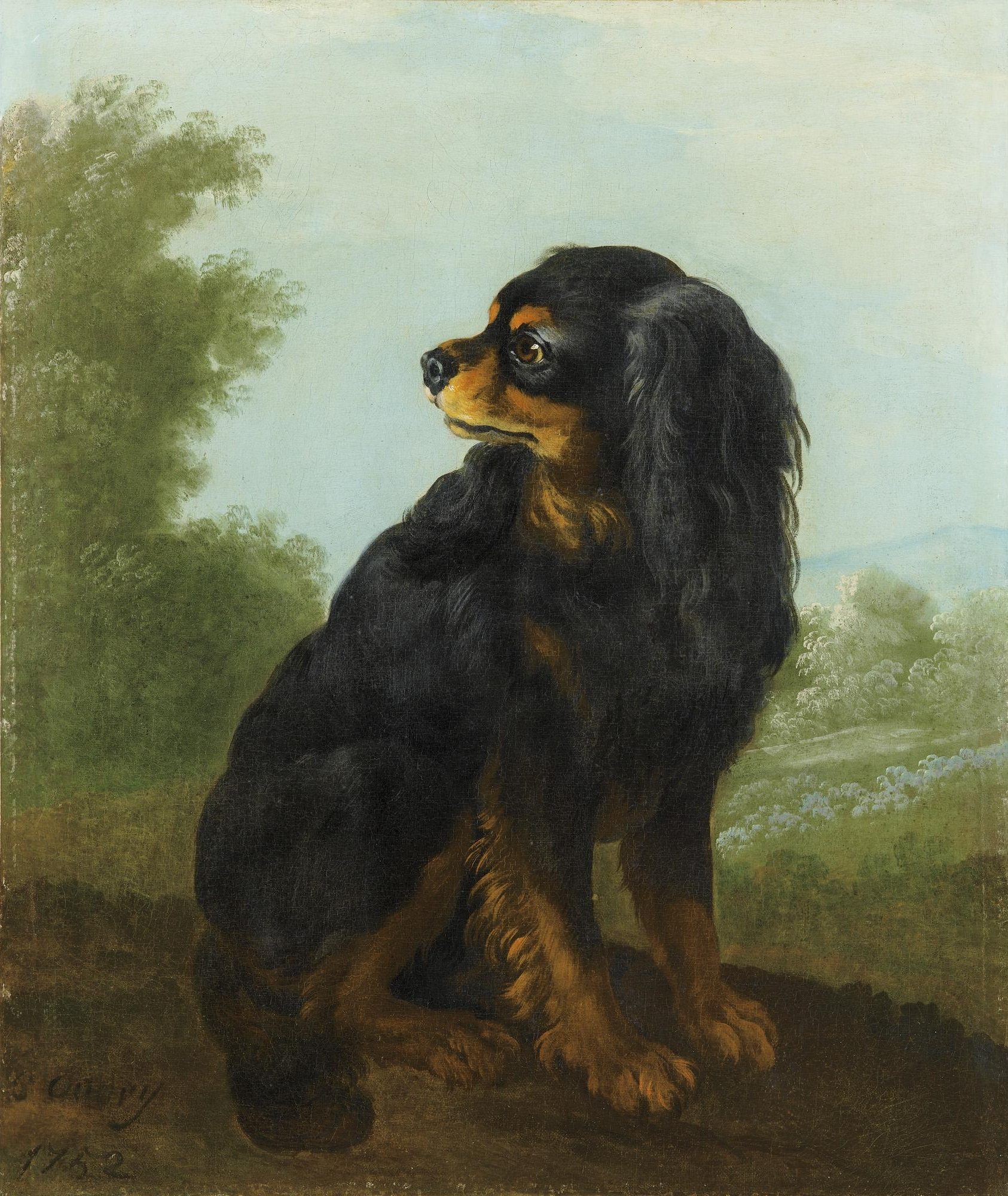
Epagneul King Charles 1752, Collection privée
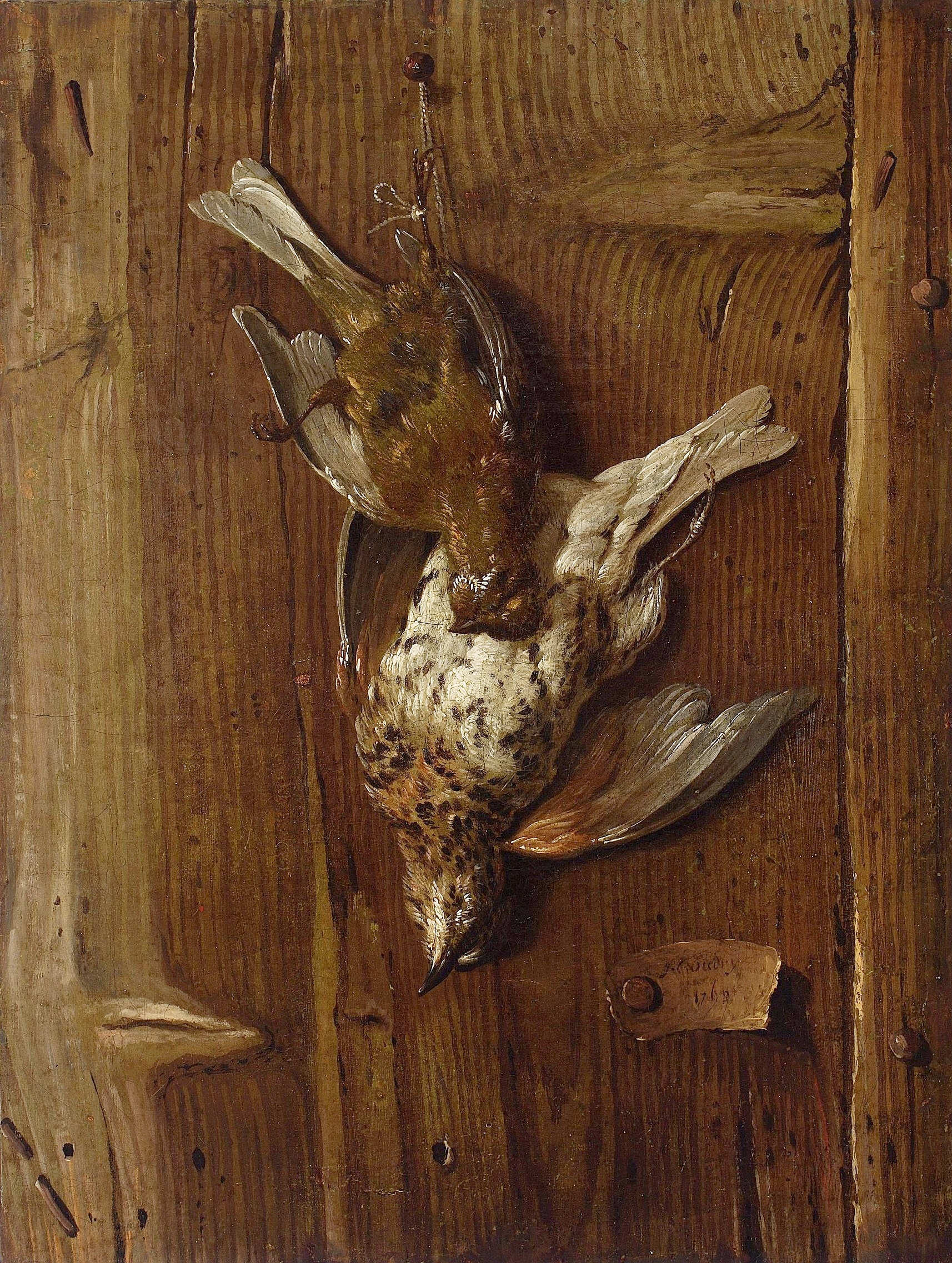
Trompe l'oeil avec oiseau 1768, Musée de Varsovie
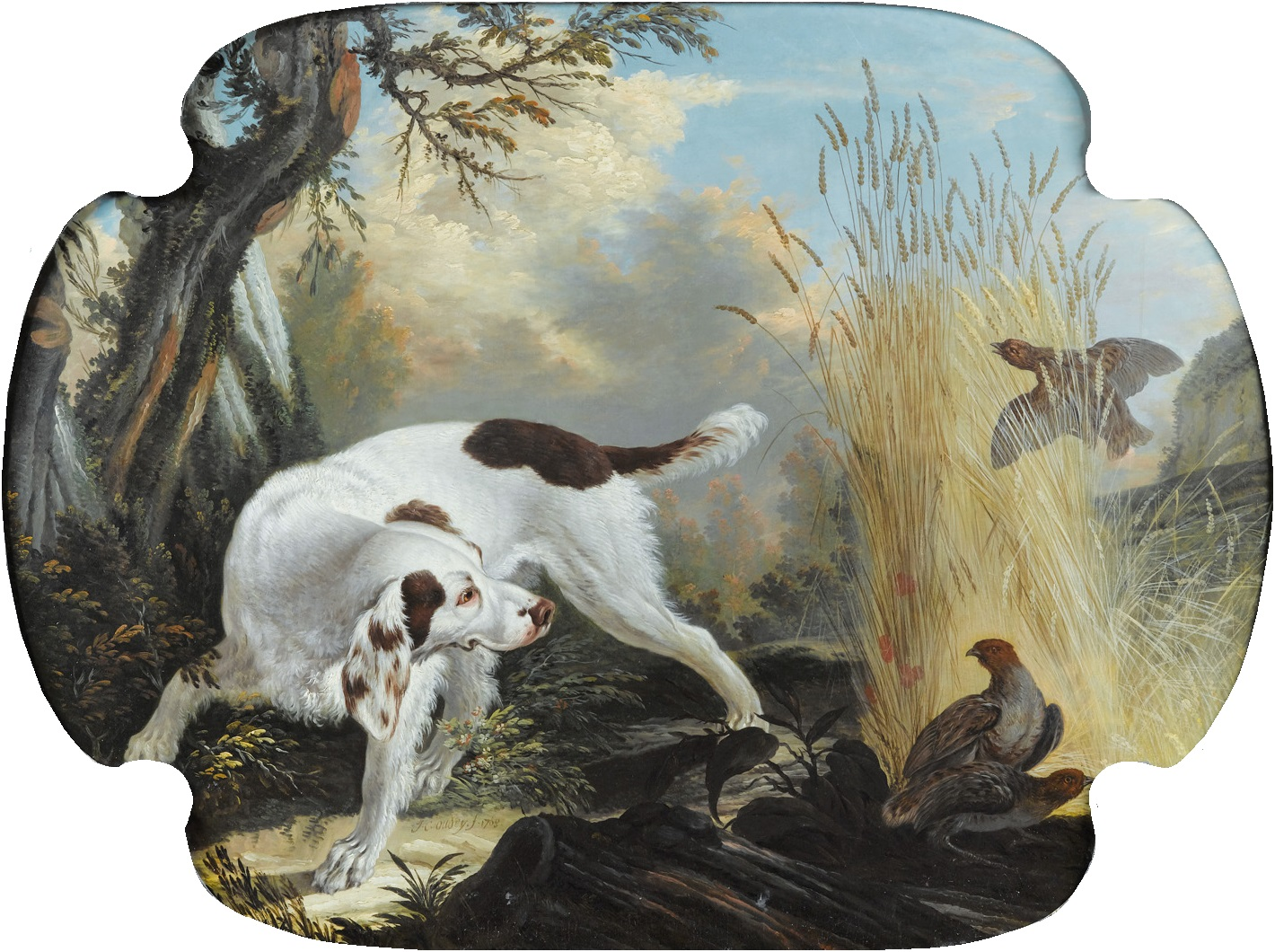
Epagneul à l'arrêt 1768, Collection privée
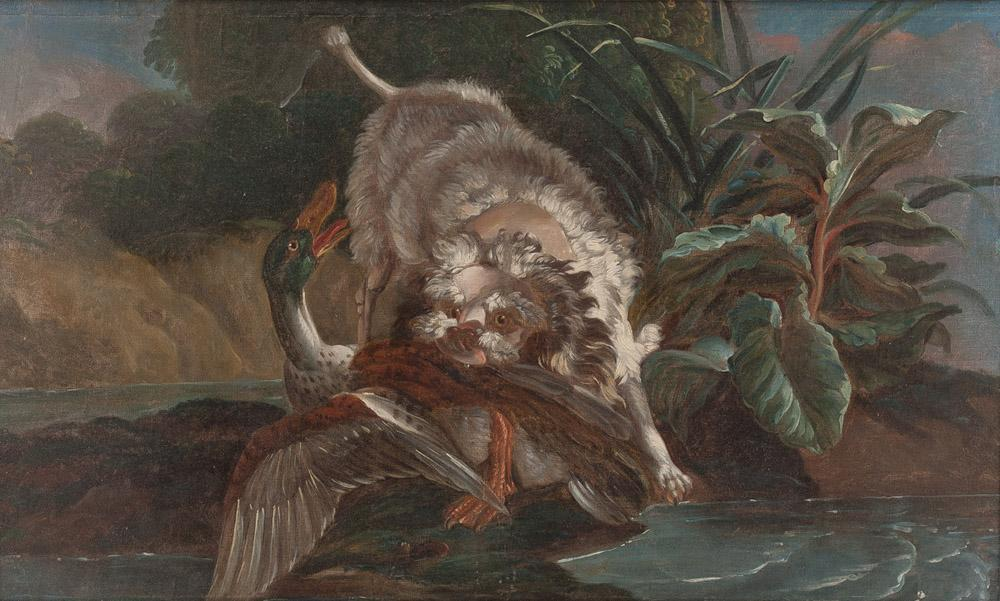
Chien qui attrape un canard Collection privée